# Hemerodromia gereckei
Hemerodromia gereckei är en tvåvingeart som beskrevs av Wagner 1995. Hemerodromia gereckei ingår i släktet Hemerodromia och familjen dansflugor. Inga underarter finns listade i Catalogue of Life.